# Gopakumar-Vafa-Invariante
Die Gopakumar-Vafa-Invariante ist im mathematischen Teilgebiet der Differentialgeometrie eine topologische Invariante von dreidimensionalen Calabi-Yau-Mannigfaltigkeiten (CY-3), welche grob ausgedrückt die Anzahl der pseudoholomorphen Kurven auf ihr zählt und zudem die Anzahl der BPS-Zustände auf ihr repräsentiert. Da Calabi-Yau-Mannigfaltigkeiten von besonderem Interesse für die Stringtheorie sind, finden auch Gopakumar-Vafa-Invarianten dort eine Anwendung. Benannt ist die Invariante nach dem indischen Physiker Rajesh Gopakumar und dem iranisch-amerikanischen Physiker Cumrun Vafa, welche diese in den Jahren 1998 und 1999 in vier Papern eingeführt haben. Beide haben die Invariante jedoch nicht explizit definiert, sondern sinnvolle Eigenschaften in Verbindung mit ähnlichen Invarianten umrissen. Ähnlich wie die Gopakumar-Vafa-Invariante sind vereinfacht ausgedrückt auch die Gromov-Witten- und die Pandharipande-Thomas-Invariante dazu gedacht, die Anzahl der pseudoholomorphen Kurven auf einer dreidimensionalen Calabi-Yau-Mannigfaltigkeit zu zählen. Bei allen drei Invarianten gehen jedoch zusätzliche Informationen mit ein. Bei der Gromov-Witten-Invariante sind es Abbildungen in die Mannigfaltigkeit, bei der Pandharipande-Thomas-Invariante sind es bestimmte Punkte auf der Kurve (D0-D2-D4-Zustände) und bei der Gopakumar-Vafa-Invariante sind es Vektorbündel auf der Kurve (D2-Branen). Dadurch ist etwa die Gromov-Witten-Invariante eine rationale Zahl und deshalb nicht wirklich eine Anzahl. Dagegen sind jedoch die Pandharipande-Thomas- und Gopakumar-Vafa-Invariante jeweils ganze Zahlen. Verbindungen zwischen den drei Invarianten werden als GW/PT/GV-Korrespondenz zusammengefasst.

## GW/PT/GV-Korrespondenz
Sei {\displaystyle M} eine komplex dreidimensionale Calabi-Yau-Mannigfaltigkeit, {\displaystyle \beta \in H_{2}(M,\mathbb {Z} )} die Homologieklasse und {\displaystyle g} das Geschlecht einer pseudoholomorphen Kurve. Sei {\displaystyle \operatorname {GW} (g,\beta )\in \mathbb {Q} } die Gromov-Witten-Invariante, {\displaystyle \operatorname {PT} (n,\beta )\in \mathbb {Z} } die Pandharipande-Thomas-Invariante und {\displaystyle \operatorname {GV} (g,\beta )\in \mathbb {Z} } die Gopakumar-Vafa-Invariante. Es gelten die Zusammenhänge:
{\displaystyle \sum _{g=0}^{\infty }\sum _{\beta \in H_{2}(M,\mathbb {Z} )}\operatorname {GW} (g,\beta )q^{\beta }\lambda ^{2g-2}=\sum _{k=1}^{\infty }\sum _{g=0}^{\infty }\sum _{\beta \in H_{2}(M,\mathbb {Z} )}{\frac {\operatorname {GV} (g,\beta )}{k}}\left(2\sin \left({\frac {k\lambda }{2}}\right)\right)^{2g-2}q^{k\beta };}
{\displaystyle \ln \left(1+\sum _{n=-\infty }^{\infty }\sum _{\beta \in H_{2}(M,\mathbb {Z} )}{\text{PT}}(n,\beta )q^{\beta }\lambda ^{n}\right)=\sum _{k=1}^{\infty }\sum _{n=-\infty }^{\infty }\sum _{\beta \in H_{2}(M,\mathbb {Z} )}{\frac {\operatorname {GV} (g,\beta )}{k}}(-1)^{g-1}\left((-\lambda )^{\frac {k}{2}}-(-\lambda )^{\frac {k}{2}}\right)^{2g-2}q^{k\beta }.}

### Einführung
- Rajesh Gopakumar und Cumrun Vafa: M-Theory and Topological strings-I. 1998, arxiv:hep-th/9809187, bibcode:1998hep.th....9187G.
- Rajesh Gopakumar und Cumrun Vafa: M-Theory and Topological strings-II. 1998, arxiv:hep-th/9812127, bibcode:1998hep.th...12127G.
- Rajesh Gopakumar und Cumrun Vafa: Topological Gravity as Large N Topological Gauge Theory. In: Advances in Theoretical and Mathematical Physics. Band 2, Nr. 2, 1998, S. 413–442, doi:10.4310/ATMP.1998.v2.n2.a8, arxiv:hep-th/9802016, bibcode:1998hep.th....2016G.
- Rajesh Gopakumar und Cumrun Vafa: On the Gauge Theory/Geometry Correspondence. In: Advances in Theoretical and Mathematical Physics. Band 3, Nr. 5, 1999, S. 1415–1443, doi:10.4310/ATMP.1999.v3.n5.a5, arxiv:hep-th/9811131, bibcode:1998hep.th...11131G.

### Ausarbeitung
- Eleny-Nicoleta Ionel und Thomas H. Parker: The Gopakumar–Vafa formula for symplectic manifolds. In: Annals of Mathematics, Second Edition. Band 187, Nr. 1, 1999, S. 1–64, doi:10.4007/annals.2018.187.1.1, arxiv:1306.1516, bibcode:1998hep.th...11131G.
- Yukinobu Toda: Recent Progress on the Donaldson–Thomas Theory: Wall-Crossing and Refined Invariants. 15. Dezember 2021, doi:10.1007/978-981-16-7838-7.
- Yukinobu Toda: A mathematical definition of Gopakumar-Vafa invariants. (ipmu.jp [PDF]).